# Jonas Ahlstrand
Jonas Ahlstrand (16 de febrer de 1990) és un ciclista suec, professional des del 2011.
En categories de formació destaca la seva victòria al campionat nacional en ruta júnior del 2008. Com a professional destaca la victòria a l'Univest Grand Prix del 2010 i, ja com a membre d'un equip World Tour la segona etapa del Circuit de La Sarthe del 2014.

## Palmarès
- 2008
  -  Campió de Suècia en ruta júnior
- 2010
  - 1r a l'Univest Grand Prix i vencedor d'una etapa
- 2012
  - 1r a l'Scandinavian Race Uppsala
  - Vencedor d'una etapa a la Volta a Noruega
- 2014
  - Vencedor d'una etapa al Circuit de la Sarthe
  - Vencedor d'una etapa al Tour d'Alberta
- 2015
  - Vencedor d'una etapa als Quatre dies de Dunkerque
  - Vencedor d'una etapa a la Eurométropole Tour